# Кабонга

Язовир „Кабонга“ (на английски: Cabonga Reservoir) е 8-ото по големина езеро в провинция Квебек. Площта му, заедно с островите в него е 677 км2, която му отрежда 63-то място сред езерата на Канада. Площта само на водното огледало без островите е 484 км2. Надморската височина на водата е 361 м.
Водохранилището се намира в южната част на провинцията, на около 200 км северно от столицата Отава. През 1928-1929 г. се извършва строителство на язовирна стена (47°18′35″ с. ш. 76°28′05″ з. д. / 47.309722° с. ш. 76.468056° з. д.) на река Жан дьо Тер и втора такава (контрастена, 47°29′52″ с. ш. 76°43′56″ з. д. / 47.497778° с. ш. 76.732222° з. д.) на река Отава, като по този начин са обхванати в един общ воден басейн 37 езера
Язовира Кабонга има дълга (4500 км) и силно разклонена брегова линия с множество дълбоко врязани заливи и острови (площ 193 км2). Обемът на водната маса е 1,565 км3.
От югоизточната стена на язовира изтича река Жан дьо Тер, десен приток на река Гатино, ляв приток на река Отава, а от северозападната, контрастена – река Отава.
Хилядите километри брегова линия и обилието на риба (щука, пъстърва, сивен, бяла риба и др.) в язовира предлагат важни дестинации за туризъм, летуване и риболов.
Първото селище на брега на първичното езеро Какабонга възниква като търговски пост (фактория) на „Компанията Хъдсънов залив“ през 1851 г. След като същото изгаля в пожар през 1873 г. е възстановено на ново място, там където сега е контрастената на язовира – на брега на езерото Бариер. До 1924 г. на различни карти издавани в Канада названието на езерото се изписва в два варианта – Какабонга и Какибонга, когато е взето решение на Географската комисия окончателното име на езерото да бъде Кабонга.